# Cratere Innes
Innes è un cratere lunare di 42,83 km situato nella parte nord-occidentale della faccia nascosta della Luna.
Il cratere è dedicato all'astronomo scozzese Robert Innes.

## Crateri correlati
Alcuni crateri minori situati in prossimità di Innes sono convenzionalmente identificati, sulle mappe lunari, attraverso una lettera associata al nome.
| Innes | Coordinate             | Diametro (in km) |
| ----- | ---------------------- | ---------------- |
| G     | 26°52′12″N 122°26′24″E | 20,5             |
| S     | 27°31′48″N 117°25′12″E | 33,47            |
| Z     | 29°26′24″N 119°10′48″E | 35,31            |